# Кашен, Марсель

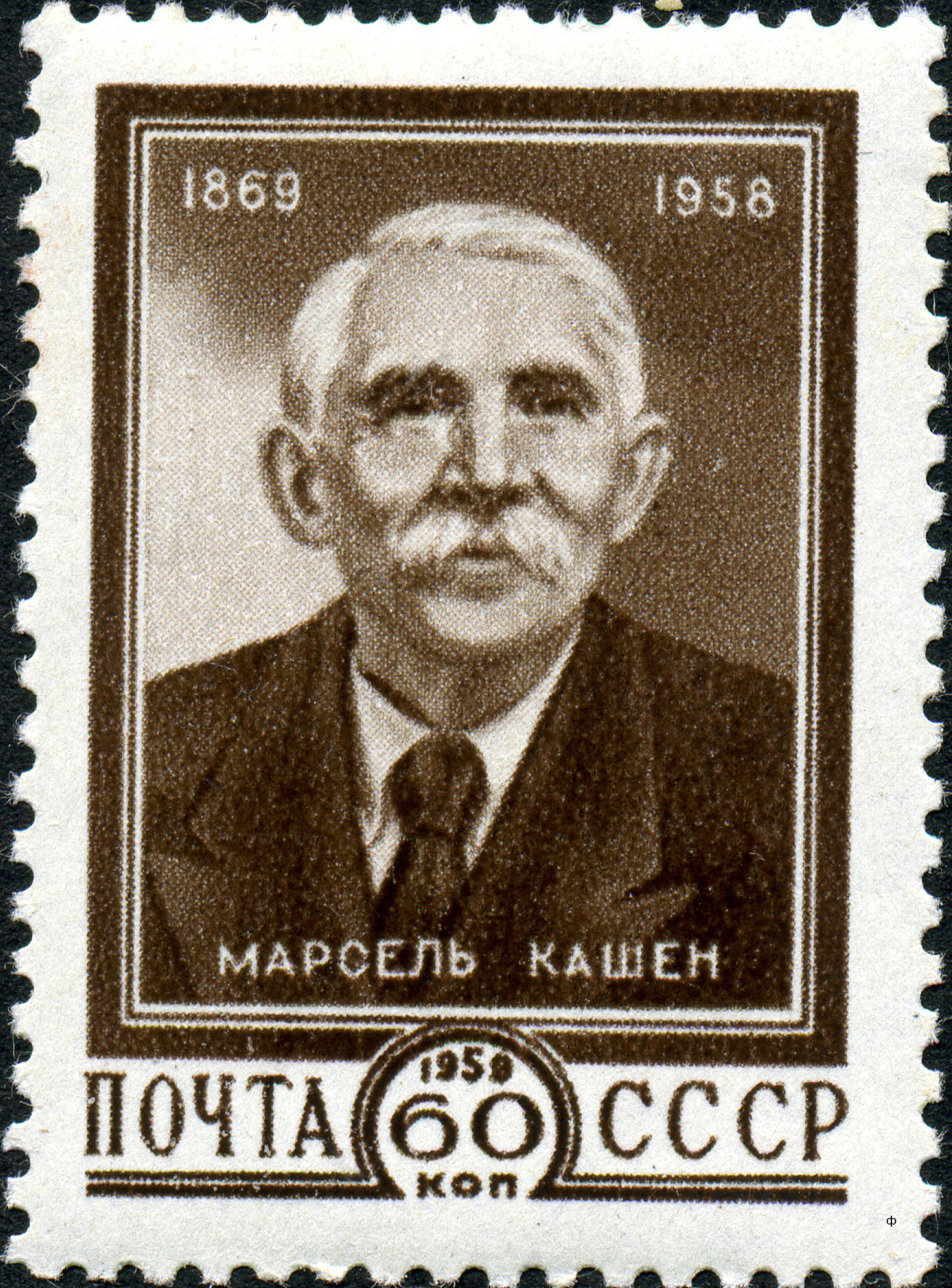
Почтовая марка СССР, 1959 год

Марсель Кашен (фр. Marcel Cachin; 20 сентября 1869 года, Пемполь — 12 февраля 1958 года, Париж) — французский коммунист, крупный деятель Социнтерна и Коминтерна.

## Биография
Окончил университет в Бордо, после окончания преподавал в нём же философию.
В 1891 году вступил в Рабочую партию, руководимую Жюлем Гедом и Полем Лафаргом, с которыми был лично знаком. Возглавлял департаментскую организацию партии и её газету «La Socialiste de la Gironde». В 1904 году — участник Амстердамского конгресса Второго интернационала. В 1905—1920 годах — один из руководителей французской секции социалистического интернационала. Участник Штутгартского (1907) и Базельского (1912) конгрессов Второго Интернационала, сторонник марксистского направления во французском рабочем движении.
С 1912 года — редактор газеты «Юманите» (L’Humanité); на этом посту заменил умершего Поля Лафарга. С октября 1918 года и до конца жизни — директор газеты. С 1914 года (с перерывом в 1933—1935 годах) — депутат парламента.
Был членом комиссии по иностранным делам. Находясь на этой должности в годы Первой мировой войны, занимал социал-шовинистические позиции и поддерживал войну. В 1915 году ездил с дипломатической миссией в Италию, агитируя социалистов за присоединение страны к Антанте. В апреле 1917 года, после Февральской революции, Кашен приезжает в Россию, где ведёт переговоры с Временным правительством и Петроградским советом. Кашен присутствовал на Втором конгрессе Коминтерна в Москве (1920) и неоднократно встречался на нём с Лениным.
Встав на защиту Советской России (выступления в парламенте, в печати за признание Советской России, против антисоветской интервенции и пр.), Кашен до конца жизни оставался верным другом СССР. Сыграл ведущую роль в создании Французской компартии. После возглавленной Кашеном многомесячной борьбы за присоединение СФИО к Коминтерну турский съезд СФИО (декабрь 1920 года) принял большинством голосов резолюцию Кашена о создании компартии. Кашен вошёл в состав Руководящего комитета, действовавшего в течение первых трёх лет существования ФКП, а затем был избран в первый состав ЦК и Политбюро ФКП, членом которых являлся до последних дней жизни.
В 1924—1943 годах Кашен — член Исполкома, затем член Президиума Исполкома Коминтерна. Участник 4-го, 6-го и 7-го конгрессов Коминтерна.
Коммунистическая партия Франции являлась шефом 1-й Запорожской им. Французской компартии Червонного казачества кавалерийской дивизии. Кашен в 1928 году посетил дивизию.
Кашен сыграл значительную роль в организации движения Народного фронта во Франции (1934—1938). Во время Гражданской войны в Испании выступал в защиту республиканцев. Выступал за укрепление дружбы с СССР на основе франко-советского договора о взаимопомощи 1935 года.
В октябре 1941 года по требованию немецких оккупационных властей Кашен написал письмо, в котором заявлял, что «никогда не совершал ни одного такого действия, которое требовало бы наказания», и подтверждал, что «так же и будет в дальнейшем». Дал подписку не принимать участия ни в каком движении, направленном против безопасности немецкой оккупационной армии во Франции; в начале 1943 года признал на Секретариате ЦК ФКП свою ошибку, в дальнейшем участвовал в движении Сопротивления. В 1943—1944 годах — член нелегального руководства ФКП. На X съезде партии (1945) избран членом ЦК, с октября 1945 года — депутат Учредительного собрания Франции. С 80-летием Кашена (1949) лично поздравлял Сталин: «В день Вашего 80-летия разрешите приветствовать Вас как одного из основателей Коммунистической партии Франции, верного сына французского народа и выдающегося деятеля международного рабочего движения».
После окончания войны выступал против вступления Франции в НАТО и другие блоки.
Умер в 1958 году. Похоронен на кладбище Пер-Лашез.

## Награды
- 19 сентября 1957 года за многолетнюю деятельность, направленную на укрепление дружбы народов Франции и СССР, награждён орденом Ленина.

## Память
- В 1959 году была выпущена почтовая марка СССР, посвященная Марселю Кашену.
- В честь Кашена названы улицы в Смоленске, Донецке, Вязьме, Копейске[2]. Имя Кашена носили улицы в Тбилиси (ныне — улица Або Тбилели)[3] и Харькове (сейчас улица Каринской). Бульвар Жанны д’Арк в Тиране (Албания) до 1991 года носил имя Марселя Кашена.

## Киновоплощение
- 1955 — «Эрнст Тельман — вождь своего класса[нем.]». Роль Марселя Кашена сыграл Тео Шалл[нем.]